# Everard Digby
Everard Digby, född cirka 1578, död 30 januari 1606 i London, var en av de katolska konspiratörerna som försökte lönnmörda Jakob I av England genom att spränga det engelska överhuset i Westminsterpalatset, i vad som kallas för krutkonspirationen 1605. Digby värvades till konspirationen den 21 oktober 1605.
Digby växte upp i ett protestantiskt hem, men efter att hans fru, Mary, hade konverterat till katolicismen gjorde Digby likadant. Digbys äktenskap gjorde honom mycket förmögen och den 24 april 1603 blev han adlad av kung Jakob i Belvoir Castle. Den 21 oktober 1605 var Digby närvarande under en försenad festdag för evangelisten Lukas. Där mötte han Robert Catesby, ledaren för krutkonspirationen, som tvingade Digby att svära en sekretessed innan han blev informerad om konspirationen. Catesby lurade i Digby att deras religion tillät detta dåd och han bad Digby att starta ett jaktlag. Efter att konspirationen hade misslyckats flydde Digby tillsammans med flera av de andra konspiratörerna till Holbeche House. Digby lämnade huset under natten till den 8 november, för att istället gömma sig i en närliggande skog, men han gav snart upp och avslöjade sig för sina motståndare senare samma dag.
Vid rättegången som hölls mot de överlevande konspiratörerna den 27 januari 1606 blev det fällande dom för högförräderi för samtliga; Digby var den ende av konspiratörerna som under rättegången erkände sig skyldig. Tillsammans med några av de andra konspiratörerna avrättades Digby den 30 januari 1606 i Westminster genom hängning, dragning och fyrdelning.

## Biografi

### Liv före 1605

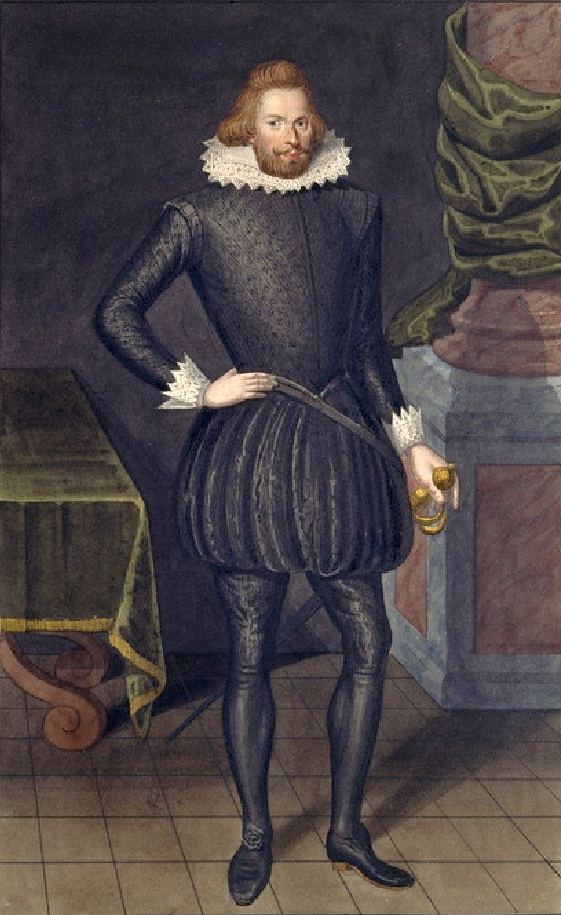
Ett porträtt av Everard Digby, målat av Thomas Athow 1830.

Everard Digby föddes runt 1578, som son till Everard Digby och Maria Digby (hennes flicknamn var Neale), dotter till Francis Neale av Keythorpe i Leicestershire. Digby var kusin till Anne Vaux, som under många år försatte sig själv i stor fara genom att i sitt hus hysa flera jesuiter (däribland Henry Garnet). Enligt författaren Roy Digby Thomas kan familjen Digby ha uppstått under normandernas erövring av England när Vilhelm Erövraren åtföljdes av Almar, som bosatte sig vid Tilton i Rutland. Sir John Digby (död 1269) var med under två korståg och 1418 var sir Everard "Greenleaf" Digby lord i Tilton, ägare av herrgården vid Drystoke och Rutlands parlamentsledamot. Greenleaf avled 1461 när han stred för Henrik VI av England mot Edvard IV av England och detta gjorde även att hans familj förlorade en stor del av sin förmögenhet. Dock vände lyckan åter 1485 när Greenleafs söner stred för den segrande Henrik VII av England i slaget vid Bosworth Field.
1596, när Digby fortfarande var tonåring, gifte han sig med Mary Mulshaw som var arvtagerska till Gayhurst House i Buckinghamshire. Av allt att döma var deras äktenskap lyckligt och tillsammans fick de två söner: Kenelm Digby, som föddes den 11 juli 1603 vid Gayhurst, och John Digby, som föddes 1605. Olikt flera av de andra engelska katolikerna hade Digby få egna upplevelser av de strikta lagar mot katolicismen som fanns i landet vid den tiden. Eftersom Digby fortfarande var omyndig när hans far avled växte han upp i ett protestantiskt hem. Mary, Digbys fru, konverterade till katolicismen med hjälp av den jesuitiske prästen John Gerard. När Digby blev allvarligt sjuk tog fader Gerard tillfället i akt att konvertera honom också och de båda blev efter detta goda vänner; de benämnde varandra "broder" i tal och skrift. Gerard var gudfader till Digbys äldste son, Kenelm, och familjen Digby byggde ett gömt kapell och en sakristia vid Gayhurst.
Digby besökte ofta Elisabet I av Englands hov och kom på så sätt att sammankopplas med medlemmar av hennes livvakter i The Honourable Band of Gentlemen Pensioners. Digbys äktenskap hade gjort honom mycket mer förmögen än han tidigare varit och möjligtvis på grund av detta valde han att lämna hovet för att istället förvalta sin egendom. Han ska ha varit en oförsonlig godsherre och hans arrendatorer i Tilton bad drottning Elisabet om hjälp i de fall där Digby vägrade att hålla sin fars tidigare arrendeavtal. Digby utökade sin egendom i Buckinghamshire genom att köpa land i Great Missenden och den 24 april 1603, en månad efter att Elisabet hade avlidit, blev han adlad av Jakob I av England i Belvoir Castle. Fyra dagar senare var Digby närvarande vid Elisabets begravning i London.

### Medverkan i krutkonspirationen
När kung Jakob efterträdde drottning Elisabet verkade han agera på ett mer tolerant sätt mot olika trosuppfattningar än vad Elisabet tidigare gjort och de katolska engelsmännen hoppades på att de skulle slippa bli förföljda på grund av sin tro. Dock var Robert Catesby, en hängiven katolik från Warwickshire, missbelåten med Jakobs utövande av kungamakt. Han planerade därför att lönnmörda kungen i ett sprängdåd mot det engelska överhuset i Westminsterpalatset. I det följande upploppet skulle Catesby hetsa folket att göra revolt och få dem att kröna Elisabet Stuart till drottning. Catesby hade finansierat det mesta av konspirationen själv, men i augusti 1605 började han få slut på pengar. Under ett hemligt möte i Bath samma månad (där Catesby, Thomas Bates, Thomas Wintour och Thomas Percy var närvarande) bestämdes det att konspiratörerna var för få för att kunna genomföra sina planer och Catesby fick lov att involvera fler personer, om han så ville. Bates var den ende av konspiratörerna som öppet protesterade mot idén och Catesby värvade strax därefter Ambrose Rookwood, Francis Tresham och Digby.

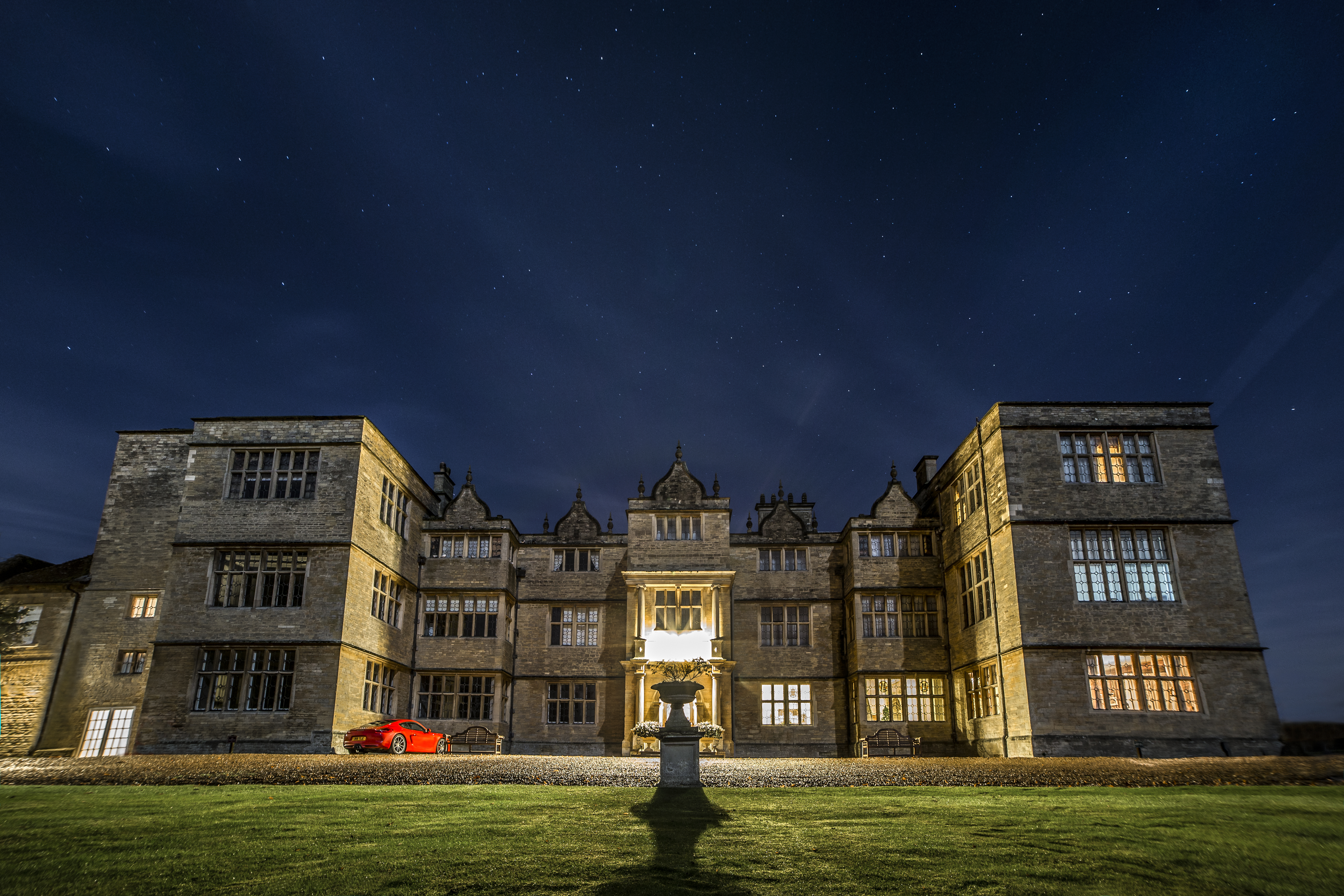
Gayhurst House, Digbys hem.

Sent i augusti eller tidigt i september 1605 begav sig Digby, hans fru och jesuiten Edward Oldcorne ut på en pilgrimsfärd som var organiserad av Garnet, Vaux, Eleanor Brooksby, hennes brorson William Brooksby och dennes fru Dorothy. De började sin resa i White Webbs vid Enfield Chase och deras mål var att ta sig till helgedomen St Winefride's Well i Holywell, Flintshire i Wales. På vägen dit anslöt sig fler pilgrimer och när de lämnade Holywell i mitten av september var de runt 30 personer i sällskapet. På vägen tillbaka stannade de till vid Rushton Hall, där sir Thomas Tresham nyligen hade avlidit, och tog sig sedan vidare till Digbys hem Gayhurst.
Den 21 oktober 1605 var Digby, hans fru, Garnet och Vaux vid Harrowden för att delta i en något försenad festdag för evangelisten Lukas. Under tiden som Digby var där mötte han Catesby, som tvingade Digby att svära en sekretessed innan han blev informerad om planerna att spränga det engelska överhuset i Westminsterpalatset. Precis hur mycket Digby fick veta om planerna är okänt, men enligt författaren Alan Haynes var Digby chockerad över det han hörde och han frågade Catesby om vad som skulle hända med några av hans katolska vänner. Catesby svarade honom att de som ansågs vara ädla skulle besparas explosionen och att inga av deras vänner skulle bli offer för planerna. Digby frågade sedan om Catesby hade diskuterat dessa planer med Garnet eller någon av de andra jesuiterna; Catesby var helt säker på att jesuiterna inte motsatte sig deras planer, men han ljög ändå för Digby och sade att han inte skulle agera utan att först ha fått jesuiternas tillåtelse. Catesby namngav sedan de andra konspiratörerna för Digby och han lovade även att så fort de kom tillbaka till Gayhurst skulle han bevisa att deras religion tillät kungamord; något han sade för att avskräcka Digby från att tala med jesuiterna om planerna och på så sätt få reda på deras egentliga åsikter om konspirationen. Catesby bad sedan Digby att hyra Coughton Court från familjen Throckmorton för att "enklare kunna göra gott för sakens skull", med vilket Catesby menade att kidnappa Elisabet Stuart. Digby uppmanades även att starta ett jaktlag (vilket i verkligheten var en grupp beväpnade män på hästar) och han skulle vara beredd på någon sorts militärövning. Digby bidrog även med ett visst ekonomiskt stöd; han betalade £1 500 efter att Thomas Percy var sen med hyran för flera fastigheter i Westminster.

#### Jaktlag
Den 2 november 1605, under tiden som Digby förberedde sitt jaktlag på Gayhurst, besöktes han av John Gerard. Fader Gerard märkte att huset var nästintill tomt och han frågade därför Digby om något var på gång och om fader Garnet kände till detta. Digby ville inte blanda in Gerard i konspirationen, trots att han mindre än två veckor tidigare hade blivit informerad av Catesby att jesuiterna hade godkänt planerna, och därför svarade Digby att det saken gällde inte gick att förklara. Gerard använde senare denna konversation som bevis, i den rättegång som hölls mot honom, för att han inte kände till konspirationen i förväg. Trots detta kände han sig ångerfull då han inte hade haft möjligheten att avråda Digby från att fullfölja planerna.

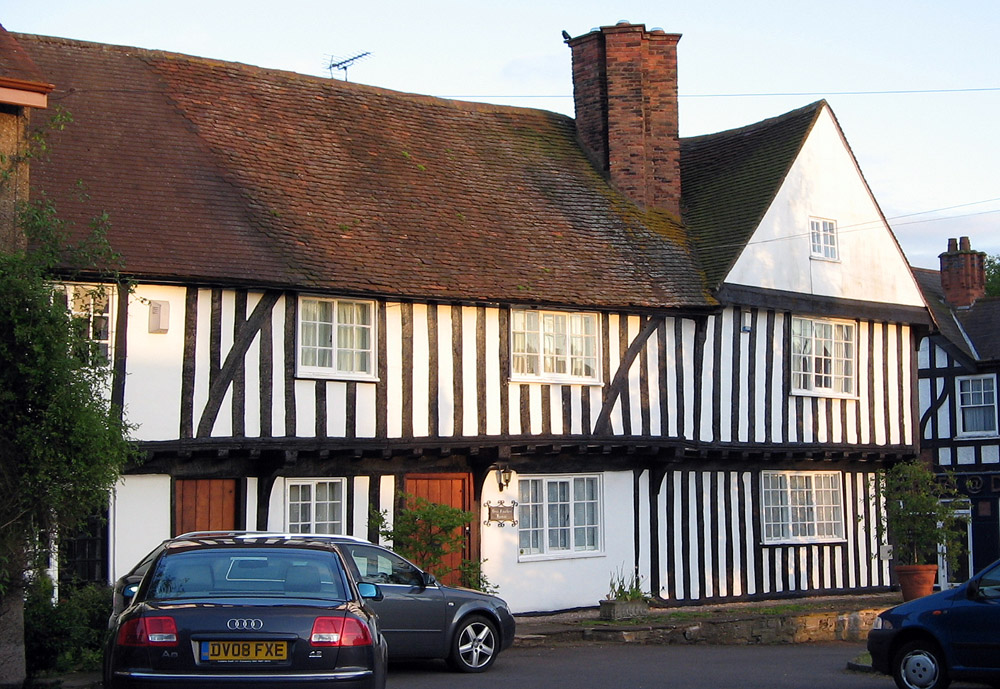
Värdshuset Red Lion Inn i Dunchurch, där Digby befann sig tillsammans med sitt jaktlag den 4 november 1605.

Två dagar senare var Digby och hans jaktlag på värdshuset Red Lion Inn i Dunchurch, där deras tilltänkta "jakt" (det vill säga, kidnappningen av Elisabet Stuart) skulle äga rum. Närvarande på värdshuset, men inte inblandade i konspirationen, var hans farbror sir Robert Digby, Humphrey Littleton och hans brorson Stephen Littleton. Tillsammans åt de kvällsmat innan John Grant och en vän gjorde dem sällskap. En annan som var inbjuden var Robert och Thomas Wintours styvbror John Wintour. Morgonen därpå höll de en mässa, tillsammans med fader Hammond, innan de begav sig.

#### Konspirationens misslyckande
William Parker, 4:e baron Monteagle hade den 26 oktober 1605 mottagit ett anonymt brev i vilket han ombads hålla sig borta från öppnandet av parlamentet, som skulle äga rum tisdagen den 5 november. Monteagle var osäker på det anonyma brevets innehåll, så han skickade det till Robert Cecil, 1:e earl av Salisbury, som var Secretary of State vid tillfället. När brevet till Monteagle visades upp för kung Jakob den 1 november kände han att det antydde något som berörde eld och krut; möjligtvis i stil med de explosioner som föregick mordet på hans far, Henry Stuart, lord Darnley, den 10 februari 1567. På lördagen den 2 november bestämde sig riksrådet för att parlamentet skulle genomsökas. På måndagen den 4 november genomfördes den första genomsökningen, ledd av Thomas Howard, 1:e earl av Suffolk, och då fann de en stor hög med kvistar som låg i ett hörn i källarvalvet under det engelska överhuset. Jakob beordrade att ännu en genomsökning skulle genomföras, vilket skedde runt midnatt natten till den 5 november. Denna genomsökning leddes av Thomas Knyvet, 1:e baron Knyvet och de fann då Guy Fawkes i källarvalvet under det engelska överhuset, där han vaktade kruttunnorna. Fawkes greps på plats.

#### Konspiratörernas flykt
Nyheten om Fawkes gripande spreds som en löpeld genom London och de konspiratörer som fortfarande var kvar i staden flydde mot Midlands. De träffade på Digby och hans jaktlag vid Dunchurch och Catesby sade till Digby att både kungen och Salisbury var döda. Catesby sade även att han var säker på att flera katoliker nu skulle börja kämpa för att få en bättre levnadssituation i landet, vilket Digby trodde på. Dock kände sig några ur hans jaktlag lurade och, än värre, associerade med landsförräderi. En person ur jaktlaget frågade Digby vad som skulle hända med dem och Digby svarade, medveten om deras okunnighet, att det numera inte fanns någon lösning på problemet.
Den 6 november stal konspiratörerna hästar från Warwick Castle och de samlade på sig de vapen som de hade förvarat i Norbrook, i närheten av Stratford-upon-Avon. De begav sedan mot Huddington Court. Myndigheterna hade gått ut med en efterlysning vad det gällde konspiratörerna och Catesby bad Bates leverera ett brev till fader Garnet i Coughton Court, för att se om han kunde hjälpa dem. Bates nyheter till jesuiterna visade sig vara mycket betydelsefulla och han hörde när jesuiten Oswald Tesimond utbrast: "Det är ute med oss alla." Garnets svar till konspiratörerna var att han bad dem sluta med sina "onda handlingar" och istället lyssna till påvens läror. Garnet försökte sedan trösta Digbys gråtande fru Mary, som också var närvarande vid Coughton Court.

#### Striden i Holbeche House och Digbys gripande
Konspiratörerna fortsatte sedan västerut mot Alcester innan de slutligen stannade vid Huddington runt 14-tiden samma dag. Tidigt nästa morgon höll de en mässa tillsammans med fader Nicholas Hart, som också hade hört deras bekännelser; detta tolkade författaren Antonia Fraser som att konspiratörerna visste att de inte hade lång tid kvar att leva. Ridandes genom spöregn stal konspiratörerna vapen, ammunition och pengar från lord Windsors hem vid Hewell Grange. De sista förhoppningar de hade om en revolt krossades när de hörde att byborna var lojala mot Jakob; Digby sade senare att inte en enda person ville ansluta sig till dem. När konspiratörerna slutligen kom fram till Holbeche House, på gränsen till Staffordshire, var de helt utmattade. Både de och det krut de hade med sig var dyblött från regnet och de fick lägga ut krutet framför en öppen eld för att försöka få det att torka. En gnista från elden landade på krutet och flammorna som då skapades uppslukade Catesby, Grant, Rookwood och en man vid namn Morgan (som var med i Digbys jaktlag). Catesby och Rookwood sades klarat sig "någorlunda väl" från elden, men Grant förblindades av flammorna och hans ögon har beskrivits som att vara "helt utbrända". Några av konspiratörerna red iväg från huset under natten och på morgonen den 8 november anlände Richard Walsh, som var High Sheriff of Worcestershire, tillsammans med en styrka på omkring tvåhundra man till Holbeche House. En eldstrid bröt ut och Catesby, Percy och bröderna Wright dödades. Digby hade lämnat huset under natten, möjligtvis tillsammans med Bates och hans son, och han var den ende konspiratören som var beredd på att ge upp frivilligt. Han tog med sig flera hästar och gömde sig i en skog i närheten av Holbeche House. Dock upptäcktes deras spår och Digby kände sig tvungen att avslöja sig själv; han gjorde detta något motvilligt eftersom han först och främst hade velat avslöja sig själv för någon som han ansåg vara mer värdig. Tidigt på morgonen den 8 november gav Digby upp för den av Walshs mannar som han bedömde såg mest erfaren ut.

#### Fångenskap, rättegång och avrättning
| ”                                   | Igår stod jag inför herr Advokat och min Lord Chief Justice, som frågade mig om jag hade genomgått Sakramentet att hålla konspirationen hemlig såsom de andra hade gjort. Jag svarade att så var inte fallet, för jag ville undvika frågan om i vems händer det låg. | „ |
| – Everard Digby den 10 januari 1606 | |   |

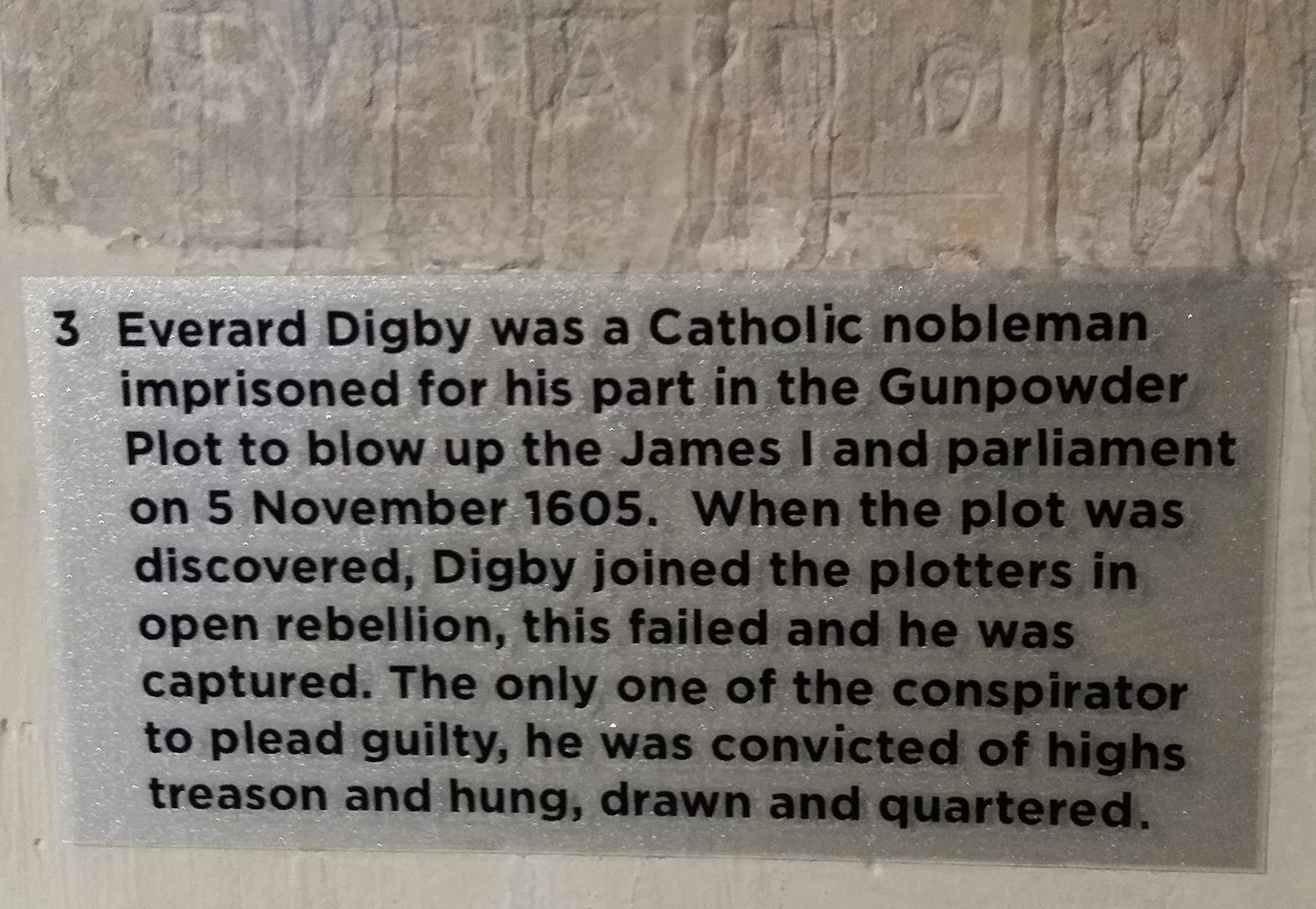
Inskriptionen Digby gjorde på en vägg i Broad Arrow Tower i Towern.

Under tiden som Digby togs till Towern genomsöktes och plundrades hans hem Gayhurst; hans vasallers tillhörigheter stals, hans boskap såldes till ett billigt pris och hans fru Mary lämnades helt utblottad. Sheriffen anmärkte senare att "allt gods har förts bort, till och med det i den stora salongen." I Towern genomsöktes Digbys två koffertar och i dessa fanns det guld värt £100 och £50 i pengar. William Waad, som var Lieutenant of the Tower of London vid tidpunkten, frågade om han kunde få ta £50 för att betala för Digbys mat och logi. Digby försökte utan framgång få audiens hos kung Jakob för att försöka förklara sina handlingar. Detta tolkade Fraser som att Digby antingen hade en väldigt begränsad roll i konspirationen eller att han var väldigt naiv och tillitsfull vad det gällde Jakobs överseende. Under sin fångenskap skrev Digby flera hemliga brev som han lyckades få utsmugglade ur Towern; dessa brev upptäcktes inte förrän efter Kenelm Digbys död. Även om Digby hade turen att slippa undan samma öde som Fawkes, som blev torterad flera gånger under sin fångenskap, stod det i ett av breven att det vore brukligt att utsätta Digby för tortyr. Digby skrev även om sin vägran att samarbeta med de som förhörde honom och han skröt om sitt bedrägeri samt hur han visste att det inte fanns något han kunde göra för att få konspirationen att verka mindre motbjudande för andra katoliker. Han ristade även in sitt namn på väggen i sin cell och denna inskription finns bevarad i Towern.
Who's that which knocks? Oh stay, my Lord, I come:
I know that call, since first it made me know
My self, which makes me now with joy to run,
Lest He be gone that can my duty show. 
Jesu, my Lord, I know Thee by the Cross
Thou offer'st me, but not unto my loss.
Rättegången mot de åtta överlevande konspiratörerna påbörjades den 27 januari 1606. Konspiratörerna togs till Whitehall från Towern och de hölls sedan ett tag i Stjärnkammaren innan de leddes in i  Westminster Hall. Konspiratörerna blev anklagade för högförräderi, men samtliga anklagade, utom Digby, hävdade att de var oskyldiga. Eftersom Digby erkände att han var skyldig fick han genomgå ett separat åtal. Digby höll ett kort och rörande tal där han förklarade sin tillgivenhet för Catesby och sina religiösa skäl till att medverka i konspirationen. Han anklagade Jakob för att ha brutit löfte att behandla Englands katoliker på ett bättre sätt och han sade även att han var rädd för att landet skulle få hårdare lagar mot katolicismen. Digby bad även att hans familj inte skulle straffas för hans gärningar innan han slutligen begärde att få bli halshuggen. Större delen av hans tal ignorerades; konspiratörerna hade ingen försvarsadvokat som förde deras talan och därför var resultatet av rättegången mer eller mindre bestämd redan i förväg. Åklagarsidan, ledd av Edward Coke, tonade ned Jakobs förmodade svek gentemot landets katoliker och förlöjligade Digby för att han bad om överseende när han visste att detta inte skulle ske. Vid rättegångens slut blev utfallet en fällande dom i högförräderi för samtliga anklagade. När de leddes ut ur Westminster Hall ropade Digby tillbaka in i salen: "Om jag får höra någon av er herrar säga att ni förlåter mig kommer jag att möta galgen med ett lättare hjärta." Svaret han fick var: "Gud förlåter dig och så gör vi." Under sina sista dagar i fångenskap skrev Digby flera brev och han uppmanade sina söner att inte bli som Kain och Abel; Kenelm Digby var nämligen tre år när hans far dog och hans mor förlorade vårdnaden om honom. Kenelm uppfostrades istället av ärkebiskopen William Laud.
De första avrättningarna av konspiratörerna ägde rum den 30 januari 1606. På morgonen den dagen blev Digby fastbunden på en träram och på denna drogs han med hjälp av en häst genom Londons gator fram till kyrkogården vid den västra delen av Sankt Paulskatedralen. Konspiratörerna vaktades hela vägen till katedralen, för att undvika att någon skulle försöka frita dem, men vakterna gjorde inga försök att hindra uppvisningen av konspiratörernas prekära situation. Digby var den förste av konspiratörerna att avrättas denna dag. Han höll ett tal för åskådarna där han sade att han visste att han hade brutit mot lagen, men att han ur en moralisk och religiös synvinkel inte begått något brott. Han bad om Guds och Englands förlåtelse och bedyrade jesuiternas och fader Gerards oskuld. Efter detta talade Digby för sig själv på latin, avböjde en protestantisk prästs tjänster och sade adjö till sina vänner. Alla Digbys kläder, förutom hans tröja, togs av. Under tiden han steg upp för att hängas mumlade han "Jesus, Jesus, rädda mig och skydda mig." Han hängdes enbart en kortare tid innan bödeln skar av repet, vilket gjorde att Digby föll och skadade sin panna. Fortfarande vid fullt medvetande fick han utstå resten av sitt straff innan det var dags för Robert Wintour, Grant och Bates att genomlida samma sorts avrättning. Dagen därpå avrättades de resterande konspiratörerna på samma sätt vid Old Palace Yard i Westminster.